# Anstey Hunakwa Provincial Park
Der Anstey Hunakwa Provincial Park (teilweise auch nur Anstey Hunakwa Park) ist ein Provincial Park im Südwesten der kanadischen Provinz British Columbia. Der etwa 6.852 Hektar (ha) große Park liegt nordnordöstlich von Sicamous im Columbia-Shuswap Regional District.
Der Park ist ein sogenannter Back Country Park, der nicht über öffentliche Straßen erreicht werden kann. Der Zugang erfolgt einzig über Fuß- und Reitwege oder auf dem Wasserweg, stellenweise führen auch Holzfällerstraßen in seine Nähe. 

## Anlage
Der Park liegt im nördlichen Bereich des Shuswap Lake, in den Randbereichen des Shuswap Highland und erstreckt sich dabei zwischen dem nördlich gelegenen Seymour Arm sowie dem nordöstlich gelegenen Anstey Arm. Dabei umfasst der Park etwa 6.666 ha Landfläche wie auch etwa 186 ha Wasser- und Uferfläche. Innerhalb des Parks liegt weiterhin der Hunakwa Lake. Dieser See liegt zwischen einer westlich gelegenen Bergkette, die parallel zum Seymour Arm verläuft und nach Norden abfällt, sowie einer zweiten Bergkette die östlich von ihm in Verlängerung des Anstey Arm nach Norden ansteigt. In Nordosten befindet sich der höchste Punkt des Parks. Durch den östlichen Parkbereich fließt zudem der Anstey River, bevor er im Park in den Anstey Arm des Shuswap Lake mündet.
Weiterhin liegen am Shuswap Lake mit dem Cinnemousun Narrows Provincial Park, dem Herald Provincial Park, dem Shuswap Lake Provincial Park, dem Shuswap Lake Marine Provincial Park und dem Silver Beach Provincial Park noch weitere der Provincial Parks in British Columbia.
Bei dem Provinzpark handelt es sich um ein Schutzgebiet der IUCN-Kategorie II (Nationalpark).

## Geschichte
Der Park wurde am 18. April 2001 errichtet. Mit Gründung des Parks wurden auch ehemalige Teile des Shuswap Lake Marine Provincial Park, die Anstey Arm West Site, die Anstey Beach Site, die Four Mile Creek Site, die Rendezvous Picnic Site und die Wright Beach Site, Teil dieses Parks. Im Jahr 2004 wurde dann die Rechtsgrundlage für seinen Schutz geändert.
Wie jedoch grundsätzlich bei allen Provinzparks in British Columbia gilt auch für diesen, dass die Gegend, lange bevor sie von europäischen Einwanderern besiedelt oder sie Teil eines Parks wurde, Jagd- und Siedlungsgebiet verschiedener Gruppen der First Nations, hier Gruppen der Secwepemc, war. Es gibt im Park vier dokumentierte archäologische Stätten die auf eine historische Nutzung durch die First Nations hindeuten. Auch finden sich im Park kulturell veränderte Bäume.

## Flora und Fauna
Mit dem Biogeoclimatic Ecological Classification (BEC) Zoning System wird das Ökosystem von British Columbia in verschiedene biogeoklimatische Zonen eingeteilt. Biogeoklimatische Zonen zeichnen sich durch ein grundsätzlich identisches oder sehr ähnliches Klima sowie gleiche oder sehr ähnliche biologische und geologische Voraussetzungen aus. Daraus resultiert in den jeweiligen Zonen dann grundsätzlich auch ein sehr ähnlicher Bestand an Pflanzen und Tieren. Innerhalb dieser Systematik wird der Park der Interior Cedar—Hemlock und der Engelmann Spruce—Subalpine Fir zugeordnet.

## Aktivitäten
Der Park verfügt nur über sehr wenig touristische Infrastruktur. Die einzigen Einrichtungen im Park sind Picknicktische und Toiletten in den ehemaligen Bereichen des Shuswap Lake Marine Provincial Park.